# Marc-Cab
Œuvres principales
La Belle de Cadix (1945)
Marcel Cabridens dit « Marc-Cab » est un parolier, librettiste et adaptateur français, né le 11 décembre 1901 à Nice (Alpes-Maritimes) et mort le 18 octobre 1978 à Bandol (Var). Il est l'auteur de comédies, revues et opérettes - parmi lesquelles de nombreuses opérettes marseillaises - la majorité en collaboration. 

## Biographie

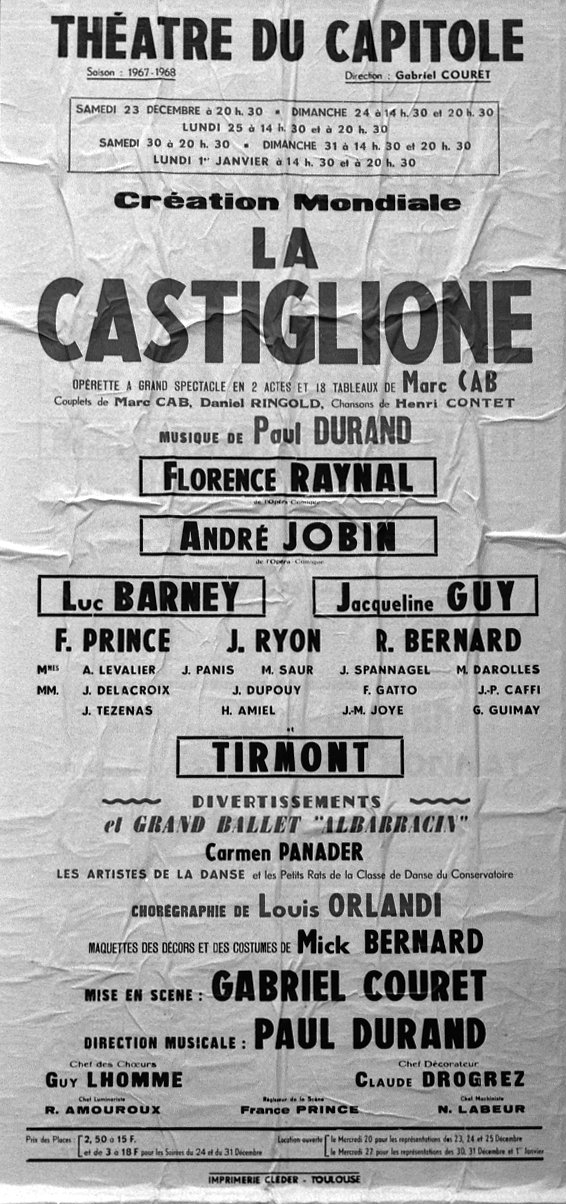
Affiche de La Castiglione au Théâtre du Capitole de Toulouse en 1967.

## Œuvres
- 1929 : Quand l'amour vient, opérette marseillaise de Marc-Cab et Désiré Homsy, musique d'Albert Chantrier
- 1933 : Loulou et ses boys, opérette de Marc-Cab, Paul Farge et Pierre Bayle, musique de Michel Emer et Georges Sellers, théâtre Daunou
- 1933 : Pauline, opérette de Marc-Cab, musique de Vincent Scotto, Casino Eldorado (Nice)
- 1933 : Vive Paris,
- 1933 : Trois de la marine ou la Revue des matelots, opérette-revue d'Henri Alibert, Raymond Vincy, René Sarvil et Marc-Cab, musique de Vincent Scotto, théâtre de l'Ambigu
- 1936 : Au soleil de Marseille, opérette-revue d'Émile Audiffred, Charles Tutelier et Marc-Cab, lyrics de Géo Koger, musique de Georges Sellers, Majestic d'Alger puis Bobino
- 1937 : Rose de Marseille, revue-opérette marseillaise d'Henri Varna, Marc-Cab et Georges Barthélémy, musique de Georges Sellers, Alcazar (Marseille)
- 1938 : Marseille mes amours, opérette d'Émile Audiffred, Charles Tutelier et Marc-Cab, musique de Georges Sellers, Odéon (Marseille)
- 1938 : Ma belle Marseillaise, opérette d'Émile Audiffred, Charles Tutelier et Marc-Cab, musique de Georges Sellers, Odéon (Marseille) puis théâtre des Variétés en 1940
- 1940 : C'est tout le midi, revue marseillaise à grand spectacle d'Henri Alibert, Raymond Souplex et Marc-Cab, musique de Vincent Scotto et Georges Sellers, Capitole (Marseille) puis théâtre des Variétés en 1941
- 1942 : Paris Marseille, revue à grand spectacle d'Henri Alibert, Raymond Souplex et Marc-Cab, musique de Vincent Scotto et Georges Sellers, théâtre des Variétés
- 1943 : À la Marseillaise !, opérette-revue d'Henri Alibert, Raymond Souplex et Marc-Cab, musique de Vincent Scotto, théâtre des Variétés
- 1945 : La Belle de Cadix,  opérette de Raymond Vincy et Émile Audiffred, lyrics de Maurice Vandair et Marc-Cab, musique de Francis Lopez, Paul Bonneau et Maurice Vandair, Casino-Montparnasse
- 1948 : La Poule aux œufs d'or, vaudeville de Marc-Cab, Valentin Tarault et André Hornez, Casino-Montparnasse
- 1948 : Voici Marseille, opérette-revue d'Henri Alibert et Marc-Cab, musique Charles Chobillon, théâtre des Variétés
- 1950 : Il faut marier maman, comédie musicale de Serge Veber et Marc-Cab, lyrics de Guy Lafarge et Marc-Cab, musique de Guy Lafarge, théâtre de Paris
- 1952 : Schnock ou l'École du bonheur, folie musicale de Marc-Cab et Jean Rigaux, musique de Guy Lafarge, théâtre des Célestins (Lyon)
- 1952 : La Mare aux canards, comédie de Marc-Cab et Jean Valmy, théâtre des Variétés
- 1953 : Les Amants de Venise, opérette de René Richard, Marc-Cab et Henri Varna, musique de Vincent Scotto, théâtre Mogador
- 1954 : Les Chansons de Bilitis, opérette de Marc-Cab et Jean Valmy d'après Pierre Louÿs, musique de Joseph Kosma, théâtre des Capucines
- 1955 : Les Amours de don Juan, opérette d'Henri Varna, Marc-Cab et René Richard d'après Lord Byron, musique de Juan Morata, théâtre Mogador
- 1958 : La Belle Arabelle, opérette de Marc-Cab et Francis Blanche, musique de Guy Lafarge et Pierre Philippe, théâtre de la Porte-Saint-Martin
- 1958 : Mon p'tit pote, comédie musicale de Marc-Cab et Jean Valmy, musique de Jack Ledru, théâtre des Célestins (Lyon)
- 1959 : Bidule, fantaisie bouffe de Marc-Cab et Jean Valmy, musique de Jack Ledru, L'Européen
- 1959 : Sissi future impératrice, opérette d'Ernst et Hubert Marischka, adaptation française Henri Varna et Jean Marietti, lyrics de Marc-Cab et René Richard, musique de Fritz Kreisler, théâtre Mogador
- 1960 : Coquin de printemps, opérette de Marc-Cab et Jean Valmy, musique de Guy Magenta, ABC
- 1960 : Bilitis et l'Amour, opérette libertine de Marc-Cab et Jean Valmy d'après Pierre Louÿs, musique de Joseph Kosma, Petit Théâtre de Paris (nouvelle version des Chansons de Bilitis)
- 1961 : À toi de jouer, « burlesque vindicatif » de Marc-Cab et Jean Valmy, musique de Jack Ledru, L'Européen
- 1961 : Belles de Paris, revue Marc-Cab et Jean Valmy, ABC
- 1963 : Avec frénésies, revue à grand spectacle d'Henri Varna, Marc-Cab et René Richard, lyrics de Mick Micheyl, Loulou Gasté et Marcel Pagnoul, musique de Mick Micheyl, Casino de Paris
- 1964 : Le Temps des guitares, comédie musicale de Raymond Vincy et Marc-Cab, musique de Vincent Scotto, théâtre des Célestins (Lyon)
- 1964 : Michel Strogoff, comédie musicale d'Henri Varna, Marc-Cab et René Richard d'après Jules Verne et Adolphe d'Ennery, musique de Jack Ledru, théâtre Mogador
- 1967 : La Castiglione, opérette de Marc-Cab, lyrics de Marc-Cab et Daniel Ringold, musique d'Henri Contet, Capitole de Toulouse
- 1967 : Vienne chante et danse, opérette de René Richard, Marc-Cab et Henri Varna, musique de Jack Ledru d'après Johann Strauss père et fils, théâtre Mogador
- 1968 : S.O.6, opérette de Marc-Cab et Jacques Dambrois, musique de Jo Moutet, théâtre des Variétés
- 1971 : Flash de Claude Dufresne et Marc-Cab, musique de Franck Barcellini, L'Européen
- 1972 : Hello, Dolly!, comédie musicale de Michael Stewart, adaptation française de Marc-Cab et Jacques Collard, lyrics d'André Hornez, musique de Jerry Herman, Grand Théâtre de Nancy
- 1973 : Oklahoma!, comédie musicale d'Oscar Hammerstein II, adaptation française de Michel Perrin et Marc-Cab, lyrics de Frank Gérald, musique de Richard Rodgers, Grand Théâtre de Bordeaux
- 1973 : Pêcheur d’étoiles, opéra de Marc-Cab et Francis Didelot, musique d'Alain Vanzo, Bernard Gérard et Marc Berthomieu, Opéra-Comique
- 1973 : Nos folles années de Marc-Cab, musique de  Jacques Météhen, théâtre Graslin (Nantes)
- 1977 : L'Œuf à voile ou la Véritable Découverte de l'Amérique par Christophe Colomb, opérette de Marc-Cab, musique de Guy Lafarge, théâtre Graslin  (Nantes)
- 1978  : Un ménage en or, comédie de Marc-Cab et Jean Valmy, théâtre Marigny (Au théâtre ce soir)

## Filmographie
- 1960 : Le Rondon, court-métrage d'André Berthomieu : apparition